# Tranvia Napoli-Caivano
Collegamento vitale per la crescita economica delle località attraversate, che già alla fine del diciannovesimo secolo generavano un intenso movimento popolare su Napoli, la tranvia Napoli-Caivano fu attivata come con trazione a vapore nel 1881 per l'iniziativa di alcuni imprenditori belgi.
Nel 1902 la linea venne totalmente rinnovata ed elettrificata a cura della società esercente, con raddoppio del binario nella tratta urbana, nell'ambito di un piano di espansione che portò la Société Anonyme des Tramways Provinciaux (SATP) a gestire una rete di circa 46 km, strutturata su quattro linee.  In conseguenza di tali rinnovamenti l'Azienda Trasporti Comunale di Napoli (ATCN) il 31 marzo 1929 acquisì l'esercizio delle sole Tranvie del Nord, mentre fu mantenuta l'indipendenza delle linee SATP.
Il progressivo incremento delle corse e dei passeggeri trasportati si interruppe bruscamente con l'avvento della seconda guerra mondiale, che oltre alle distruzioni di mezzi e impianti portò in seguito un radicale mutamento delle politiche di governo della mobilità, le quali favorirono altri sistemi rispetto a quelli su ferro decidendo la progressiva chiusura degli impianti; il servizio della tranvia cessò definitivamente nel 1957.

## Storia

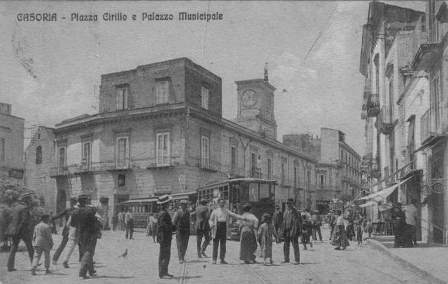
Casoria, piazza Cirillo

Già titolare di alcune concessioni ferroviarie e tranviare ottenute dai Comuni dell'area, nonché della tranvia Firenze-Poggio a Caiano, l'imprenditore belga Édouard Otlet promosse la fondazione, avvenuta l'11 giugno 1881, della Société Anonyme des Tramways a vapeur de Naples cui conferì la breve tratta tranviaria da Capodichino ad Afragola, nel frattempo già entrata in esercizio il 22 gennaio 1881.
Il 15 gennaio 1882 il capolinea fu spostato da Capodichino in un'area prossima a piazza Carlo III, adiacente al tiro a segno e, il 6 luglio successivo, venne attivata la diramazione per Aversa.
Ri-costituita il 26 novembre 1884 sotto la guida dello stesso Otlet dopo alcune difficoltà di tipo finanziario che avevano interessato la compagine societaria, l'azienda assunse la nuova denominazione di Société Anonyme des Tramways Provinciaux (SATP); la sede rimaneva a Bruxelles e la durata della società era prevista in 30 anni.
Il 12 luglio 1886 venne completato il capolinea definitivo, sotto forma di vera e propria stazione tranviaria, che sorgeva nelle adiacenze di Porta Capuana.
Inizialmente gestita dai soci fondatori, la SATP mutò in seguito più volte la direzione con alterni risultati di bilancio fino al 1899 anno in cui subentrarono nel capitale la Société Financière des transports et d'enterprises industrielles (SOFINA) e la Geselleshaft für Elektrische Unternehsungen, colossi finanziari interessati alla trasformazione a trazione elettrica delle linee gestite, che investirono nell'operazione ingenti capitali. Nel biennio 1897-1898 vennero a tal fine stipulate convenzioni con il Municipio di Napoli e con le province di Napoli e di Terra di Lavoro e fu elaborato un progetto per la realizzazione di una nuova tratta urbana a doppio binario più diretta fra via Frattamaggiore e Capodichino e di un'altra sezione fra le Colonne di Giugliano e Aversa, più diretta rispetto alla digressione per Sant'Antimo.
Con Regio decreto del 12 ottobre 1903 la "Società Anonima dei Tramways provinciali di Napoli", com'era altresì denominata la SATP, fu "autorizzata a costruire e ad esercitare una tramvia a trazione elettrica da Napoli a Capodichino, Arzano, Grumo Novano e S. Antimo, con diramazione da Grumo a Frattamaggiore", mentre per la Napoli-Caivano era già stato emesso un analogo dispositivo il 17 settembre 1900.
Il 13 maggio 1902 sull'intera linea Napoli-Caivano, raddoppiata nel tratto da Capodichino a Villa Elisabetta, con il binario rinnovato, venne inaugurato l'esercizio a trazione elettrica.
L'inaugurazione della tranvia Aversa-Albanova, avvenuta nel 1912, rappresentò l'ultima espansione della rete: i piani di ulteriore rilancio non furono infatti concretizzati a causa delle difficoltà economiche conseguenti alla prima guerra mondiale.
Il periodo fra le due guerre, pur caratterizzato dalle inevitabili difficoltà economiche, fu relativamente tranquillo per la SATP, che intraprese un programma di profondo rinnovamento degli impianti e acquisì nuovo materiale rotabile, avviando la ricostruzione di quello preesistente; l'opera più significativa di tale periodo fu la realizzazione di una rotonda che consentì di razionalizzare le numerose intersezioni presenti a Capodichino.
Il 27 gennaio 1957 si costituì a Napoli la società Tranvie Provinciali di Napoli (TPN), cui la SATP trasferì l'intero patrimonio e le concessioni di esercizio delle proprie linee. La nuova azienda avviò un piano di graduale sostituzione dei servizi tranviari con autolinee e filovie, avvalendosi in tal senso dei contributi economici resi disponibili dalla legge n. 1221 del 2 agosto 1952. Tale piano fu in seguito approvato con Decreto ministeriale n. 3158 del 9 dicembre 1959.
L'esercizio della tratta Afragola-Caivano cessò il 16 aprile 1957, seguita il 1 settembre 1958 dalla Napoli-Afragola.

## Caratteristiche tecniche
|  |  | Unknown route-map component "uexKBHFa" |

|  |  | Unknown route-map component "uexBHF" |

|  |  | Unknown route-map component "uexBHF" |

|  |  | Unknown route-map component "CONTgq" | Unknown route-map component "uxmKRZ" | Unknown route-map component "CONTfq" |

|  |  | Unknown route-map component "uexBHF" |

|  |  | Unknown route-map component "uexBHF" |

|  | Unknown route-map component "uexCONTgq" | Unknown route-map component "uexABZg+r" |

|  | Unknown route-map component "exCONTg" | Unused urban continuation backward | Unused straight waterway |  |

| Unknown route-map component "uexSTR+l" | Unknown route-map component "exmKRZ" | Unknown route-map component "uexTBHFx" | Unknown route-map component "uexABZqr" | Unknown route-map component "uexCONTfq" |

| Unused straight waterway | Unknown route-map component "exSTR" | Unknown route-map component "uexABZg+l" | Unknown route-map component "uexKDSTeq" |  |

| Unused straight waterway | Unknown route-map component "exSTR" | Unknown route-map component "uexBHF" |  |  |

| Unused straight waterway | Unknown route-map component "exSTR" | Unknown route-map component "uexBHF" |  |  |

| Unknown route-map component "uexABZg+l" | Unknown route-map component "exmKRZ" | Unknown route-map component "uexSTRr" |  |  |

| Unknown route-map component "uexBHF" | Unknown route-map component "exSTR" |  |  |  |

| Unknown route-map component "uexmKRZ" | Unknown route-map component "exSTRr" |  |  |  |

| Unknown route-map component "uexBHF" |

| Unused straight waterway | Unknown route-map component "exSTR+l" | Unknown route-map component "exCONTfq" |  |  |

| Unused straight waterway | Unknown route-map component "exKBHFe" |  |  |  |

| Unknown route-map component "uexKBHFe" |

La linea, che prima della realizzazione del capolinea definitivo di Porta Capuana risultava lunga 15 chilometri, possedeva 2,2 km in sede propria e per il resto sfruttava la viabilità preesistente con binari a raso o su banchina rialzata che la separava dal restante traffico stradale. Lungo il percorso erano presenti sette località d'incrocio presso il Tiro a Segno, a Cotugno, in corrispondenza del deposito officina, a Capodichino, a San Pietro ad Afragola e a Cardito.
La pendenza massima, del 48 per mille, era raggiunta solamente nel tratto fra Porta Capuana e Capodichino, comune alla linea per Aversa. Il raggio delle curve risultava non inferiore a 21,5 metri. Lo scartamento adottato era quello standard di 1.445 mm, realizzato originariamente con rotaie Demerbe da 28 kg/m, rotaie Hartwich da 42 kg/m e rotaie Vignoles da 22 kg/m. Durante gli ammodernamenti successivi, soprattutto durante la trasformazione a trazione elettriche, tutto l'armamento fu gradualmente sostituito con l'introduzione di rotaie a gola di tipo Phoenix nelle tratta a piano strada. Parallelamente al binario tranviario era posta in opera una linea telegrafica.
Il deposito principale della linea sorgeva a Capodichino, lungo la strada provinciale detta "del Campo di Marte", coadiuvato da altro impianto analogo realizzato fra Casoria e Afragola, lungo quella che poi divenne la strada statale 87, e dalla rimessa di Caivano.
La sottostazione elettrica della Napoli-Caivano sorgeva ad Afragola, a servizio anche della linea per Frattamaggiore. La linea aerea di alimentazione fu realizzata, come il resto degli impianti, dalla Union Elektricitäts Geselleshaft, una controllata della Thomson-Houston ed era caratterizzata dalla presenza del doppio conduttore.

### Percorso
L'originario capolinea urbano sorgeva in quello che poi divenne largo Cilenti, presso il Tiro a Segno, venne provvisoriamente spostato in via Arenaccia per essere poi definitivamente allocato in un'area di forma trapezoidale adiacente alla Porta Capuana, compresa fra questa e la stazione terminale della ferrovia Napoli-Nola-Baiano.
Da qui il binario proseguiva lungo vico Casanova servendo appunto via Arenaccia in corrispondenza della cosiddetta "Imbrecciata di San Francesco", così chiamata perché dotata di pavimentazione, per poi raggiungere il primitivo capolinea. Da qui i tram impegnavano la strada provinciale detta del Campo di Marte, percorrendo il lato sinistro e andando a servire l'ospedale Domenico Cutugno. Un tratto in sede propria conduceva al lungo rettilineo verso Capodichino, lungo il quale sorgeva il primitivo deposito-officina SATP.
Da Capodichino, impegnata l'ampia rotatoria da cui si diramava anche la linea per Aversa, si svoltava sulla via Francesco De Pinedo al termine della quale, presso Villa Elisabetta, si incontrava la diramazione per Frattamaggiore, rimasta nei toponimi della zona come "via Tranvia Fratta"; servito l'abitato di San Pietro a Patierno, seguendo la viabilità provinciale, si giungeva a Casoria. I tram puntavano dunque verso Afragola, dopo aver incrociato a raso i binari della ferrovia Napoli-Foggia e percorso l'intera strada comunale di collegamento.
Da qui i convogli impegnavano le strade Pezzo di muro e Regina nonché, dopo un breve tratto in sede propria, quella denominata Murillo di Cardito; transitati da via dei Cappuccini, i tram giungevano infine al capolinea di Caivano, posto in via Angelo Faiola. Adiacente al fabbricato viaggiatori trovava posto una rimessa coperta che, assieme al piazzale scoperto, portava a occupare complessivamente un'area di 4732 metri quadrati.

## Materiale rotabile
L'esercizio a vapore fu garantito dalla presenza di un parco di diciassette locomotive a vapore, a due e a tre assi, di costruzione Krauss.
Accanto alle locomotive, della dotazione d'origine facevano parte diverse carrozze rimorchiate, che nel 1898 risultavano pari a 48 esemplari.
In occasione dell'avvio dei servizi a trazione elettrica furono acquistate in più serie 56 elettromotrici dei costruttori Baume et Marpent, Carrosserie Industrielle, Ditta Preston e Officine Ferroviarie Meridionali, che fecero servizio sia con carrozze riconvertite risalenti al periodo del vapore, sia con rimorchiate di nuova costruzione. Alcuni di tali rotabili, pesantemente danneggiati durante i bombardamenti del 1943, furono in seguito totalmente ricostruiti. Negli ultimi anni di esercizio la SATP si avvalse inoltre di sette elettromotrici tranviarie urbane noleggiate dall'ATAN di Napoli.
Tutte le elettromotrici videro, negli anni venti, la cassa verniciata nello schema castano e isabella che le accomunava ad altri veicoli interurbani ferrotranviari.